# Milan Fagala
Milan Fagala (* 20. Februar 1936 in Bratislava) ist ein ehemaliger tschechoslowakischer Radrennfahrer.

## Sportliche Laufbahn
Fagala war Straßenradsportler und Ende der 1950er und Anfang der 1960er Jahre Mitglied Nationalmannschaft der Tschechoslowakei. 1958 und 1959 gewann er jeweils eine Etappe der Slowakei-Rundfahrt. 1961 holte er in der Tunesien-Rundfahrt einen Tageserfolg.
In der nationalen Meisterschaft im Straßenrennen kam er 1958 beim Sieg von Rudolf Revay auf den dritten Platz. 
In der Internationalen Friedensfahrt 1959 und 1962 schied er jeweils aus.